# Madracis kirbyi
Espèce
Statut de conservation UICN

 LC  : Préoccupation mineure
Statut CITES
Madracis kirbyi est une espèce de coraux appartenant à la famille des Astrocoeniidae,.

## Habitat et répartition
Cette espèce a été recensée dans les eaux des pays suivants : Arabie saoudite, Australie, Bahreïn, Birmanie, Cambodge, Djibouti, Fidji, Inde, Indonésie, Irak, Iran, Kiribati, Koweït, Malaisie, Maldives, Oman, Papouasie-Nouvelle-Guinée, Philippines, Qatar, Taïwan, Samoa, Singapour, Somalie, Sri Lanka, Thaïlande, Tonga, Tuvalu, Viêt Nam, Yémen, Émirats arabes unis, États fédérés de Micronésie, Îles Salomon, ainsi que dans les territoires de Guam, de Niue, de la Polynésie française, des Samoa américaines, du territoire britannique de l'océan Indien, de Tokelau, de Wallis-et-Futuna, des Îles Cook, des Îles Mariannes du Nord et des Îles mineures éloignées des États-Unis.